# QX Carinae
QX Carinae (QX Car / 163 Carinae / HD 86118) es una estrella variable de magnitud aparente media +6,64.
Se encuentra aproximadamente a 2500 años luz del sistema solar en dirección a la constelación de Carina.
QX Carinae es una binaria eclipsante cuyas dos componentes son estrellas calientes de la secuencia principal de tipo espectral B2V, muy semejantes pero no idénticas.
La estrella primaria, con una temperatura efectiva de 23.800 ± 500 K, es 5300 veces más luminosa que el Sol.
Tiene una masa de 9,25 masas solares y un radio 4,3 veces más grande que el del Sol.
Gira sobre sí misma con una velocidad de rotación proyectada de 120 km/s.
Su acompañante tiene una temperatura de 22.600 ± 500 K y es 3845 veces más luminosa que el Sol.
Posee una masa equivalente a 8,5 soles y es 4,1 veces más grande que éste. Rota a una velocidad de al menos 110 km/s.
El período orbital de QX Carinae es de 4,48 días. En el eclipse principal, el brillo de la estrella disminuye 0,61 magnitudes mientras que el eclipse secundario provoca un descenso de brillo de 0,42 magnitudes.
El semieje mayor de la órbita es de 0,14 UA —29,79 radios solares—, siendo su excentricidad ε = 0,28.
La edad del sistema se estima en 6,3 millones de años.